# Драган Палич
Драган Палич (на сръбски Dragan Paljić, роден на 8 април 1983 в Щарнберг) е германски футболист от сръбски произход. От лятото на 2008 г. е играч на втородивизионния германски отбор Кайзерслаутерн.
В началото на футболната си кариера Палич играе в юношеските отбори на Блайхах, Щарнберг и 1860 Мюнхен. През 2003 г. той отива в новака в окръжната лига на Вюртемберг Олюмпиа Лаупхайм и там става голмайстор с 20 попадения. След това преминава в Хофенхайм), където играе за дублиращия отбор, но след добрите си изяви е привлечен в първия отбор, който по това време е в Регионална лига Юг. За три сезона в регионалната група Палич изиграва 77 мача и вкарва 12 гола. През сезон 2006/07 Хофенхайм завършва на второ място и се класира за Втора Бундеслига. Въпреки новите нападатели Ведад Ибишевич, Демба Ба и Чинеду Обаси, Палич играе постоянно в първия отбор на баденци. В първия си сезон във втора лига хофенхаймци завършват отново втори и с това се класират за германския елит.
След първия кръг на сезон 2008/09 Палич е привлечен в Кайзерслаутерн с тригодишен договор за неоповестена трансферна сума, където е призван да замести контузения Джош Симпсън. С екипа на „червените дяволи“ Палич изиграва 29 мача, но в само 4 от тях той записва пълни 90 минути.